# إلسي كريستوفرسن
إلسي كريستوفرسن (بالنرويجية البوكمول: Else Christophersen)‏ هي فارسة ‏ نرويجية، ولدت في 11 فبراير 1915، وتوفيت في 3 يوليو 1968.

## وصلات خارجية
- إلسي كريستوفرسن على موقع اللجنة الأولمبية الدولية (الإنجليزية)
- إلسي كريستوفرسن على موقع أوليمبيديا (الإنجليزية)